# Fátima (filme de 2017)
Fátima (fra: 11 fois Fátima) é um filme de drama social luso-francês de 2017, escrito e realizado por João Canijo e produzido por Pedro Borges e François d'Artemare. A longa-metragem é interpretada por um ensemble cast liderado por Rita Blanco (como Ana Maria) e Anabela Moreira (como Maria do Céu), membros de um grupo feminino na maior peregrinação nacional até à cidade religiosa de Fátima. A produção, estreada comercialmente a 27 de abril de 2017, em Portugal,  e 12 de junho de 2019, em França, resultou, para além do Corte teatral, num Corte estendido de 202 minutos e numa minissérie intitulada Caminhos da Alma, estreada no dia 15 de setembro de 2017, na RTP1.

## Sinopse
Maio de 2016. A propósito de um 13 de maio, um grupo de onze mulheres parte de Vinhais, Trás-os-Montes, parte em peregrinação a Fátima. Ao longo de nove dias e quatrocentos e trinta quilómetros, atravessam meio país em esforço e sacrifício para cumprir as suas promessas. Esta é a história da mais longa e sofrida de todas as peregrinações que se fazem em Portugal.
O cansaço e o sofrimento extremos levam-nas a momentos de rutura. Revelam-se então as suas identidades e motivações mais profundas. Chegadas a Fátima, cada uma terá que reencontrar o seu próprio caminho para a redenção.

## Elenco e personagens
- Cleia Almeida, como Fátima: Uma rapariga muito extrovertida, que está mais preocupada com a construção da sua família, que descambou no último ano.
- Vera Barreto, como Nanda: É uma figura que tanto se ri muito, como de repente se revela muito teimosa e com mau feitio.
- Rita Blanco, como Ana Maria: É uma mulher crente e para quem a peregrinação é um momento de escape da rotina da sua vida.[9]
- Márcia Breia, como Isaura: Idosa que, juntamente com a neta, gere o negócio da carrinha com rulote de apoio ao grupo de peregrinas.[10]
- Ana Bustorff, como Amparo: É muito silenciosa, assumindo-se como um espírito que vai seguindo a peregrinação e ultrapassando as montanhas.
- Irís Macedo, como Nazaré: A menina mais nova do grupo, de 20 anos, revela não ter tanta aprendizagem para fazer um caminho tão duro.
- Teresa Madruga, como Isabel: Uma professora ateia que faz a peregrinação para pagar a promessa de uma familiar.
- Anabela Moreira, como Maria do Céu: É uma mulher que se ressente facilmente, servindo de catalisador do próprio grupo, por não ser autossuficiente.
- Sara Norte, como Carla: Uma rapariga que, após um problema familiar, começa a ajudar a avó nas peregrinações, apesar de odiar a religião.
- Alexandra Rosa, como Rosário: Enfermeira de profissão, praticamente todos os dias, quando as outras peregrinas estão a descansar, cuida dos ferimentos nos pés que possam ter.
- Teresa Tavares como São: Sente-se uma estrangeira em Vinhais, porque saiu e regressou e o seu lado crítico não facilitou a readaptação.[11]

## Equipa técnica
- Realização: João Canijo
- Imagem: Mário Castanheira e Anabela Moreira
- Som: Olivier Hespel, Elsa Ferreira e Gérard Rousseau
- Montagem: João Braz
- Produtor: Pedro Borges
- Co-produtor: François D’Artemare[12]

## Produção
Fátima é uma produção da Midas Filmes (Portugal) e Les Films de l’Après-midi (França), que contou com o apoio financeiro do Instituto do Cinema e do Audiovisual, Rádio e Televisão de Portugal e do Centre National du Cinéma et de l’Image Animée.

### Desenvolvimento
O projeto inicial de Fátima fora concebido para ser concretizado em 2012, logo após a conclusão de Sangue do Meu Sangue. No entanto, a crise financeira despoletou um bloqueio generalizado de várias produções, e João Canijo avançou com É o Amor / Obrigação. A propósito destes filmes, e mais tarde também durante o documentário Portugal: Um Dia de Cada Vez, Anabela Moreira começou a descobrir que grupos de peregrinos existiam e quais iam até Fátima, em particular em Trás-os-Montes. Segundo Canijo, a escolha de realizar um filme com o tema da peregrinação a Fátima "tem a ver com a relação da humanidade com a fé".
A preparação para Fátima iniciou-se em 2014, ano durante o qual João Canijo realizou uma peregrinação curta de 80 quilómetros até a cidade religiosa, o que ajudou a definir a abordagem ao enredo: "Ao mesmo tempo, numa peregrinação, dá-se o paradoxo entre a busca da elevação espiritual e a natureza humana. O filme é sobre esse conflito, em que geralmente a natureza humana se sobrepõe à aproximação ao transcendente." Decidido a focar a longa-metragem nas relações intergrupais, o realizador decidiu que o elenco do filme seria integralmente feminino, uma vez que, na sua opinião, "as relações de grupo entre mulheres parecem-me muito mais interessantes do que com homens à mistura". Neste momento de produção, o título provisório do filme era Ámen, por o nome Fátima já estar associado a outra longa-metragem de 1997, com Catarina Furtado e Joaquim de Almeida.

### Estágio
João Canijo pretendia prolongar o modelo de organização dramática que produziu em Sangue do Meu Sangue, ou seja, desenvolver uma rede de ficção sustentada por atores. Para Fátima, o realizador selecionou um coletivo de onze atrizes, a maioria colaboradoras habituais nas suas obras (como Rita Blanco, Anabela Moreira, Cleia Almeida e Márcia Breia). Parte deste processo envolve o que o realizador intitula de "Estágio de realidade" nas ocupações e passatempos dos seus personagens. O objetivo seria realizar uma ficção disfarçada de documentário, algo apenas conseguido pela pesquisa das atrizes, de situações as circunstâncias reais que informariam o filme. Para tal, na fase seguinte de produção em 2014, todas as atrizes se juntaram a diferentes grupos em peregrinação para Fátima. Após conhecer o grupo de peregrinos de Bragança que viria a inspirar o filme, Anabela Moreira e Vera Barreto integraram-no também para uma peregrinação. No fim de cada dia de peregrinação, as atrizes gravavam um diário no smartphone, no qual falavam, entre outros, sobre a sua relação com a fé, e enviavam-no por e-mail ao realizador. Moreira gravou também entrevistas que fazia a outros peregrinos que encontrava no percurso. Da transcrição de todos os diários e entrevistas, desenvolveu-se a estrutura e uma primeira versão do argumento para o filme.
Em 2015, organizou-se uma peregrinação apenas com as atrizes, mas filmada em condições reais. Da transcrição desse exercício de improviso contínuo na estrada desenvolveu-se a segunda versão do argumento.
Em 2016, o elenco viveu na aldeia de Rio de Fornos (Vinhais) durante dez semanas, a estagiar nas profissões das mulheres que inspiraram as suas personagens. Cleia Almeida integrou uma creche, Vera Barreto acompanhou um agricultor moderno, Rita Blanco trabalhou como dona de um café e Alexandra Rosa colaborou no centro de saúde. Ana Bustorff cortou carnes, fez a massa e encheu alheiras numa das fábricas de fumeiro de Vinhais. Outras atrizes colaboraram com uma escola local e posto de turismo. Para a sua personagem, Anabela Moreira não só teve de engordar, como trabalhou num supermercado e no campo, a cuidar de porcos e vacas. Acerca do processo, a atriz defende: "Em vez de estar a trabalhar sobre a imaginação, ganhas memórias reais daquela outra vida no dia-a-dia."

Depois dos estágios na parte da manhã, durante a tarde, a equipa juntava-se para um laboratório de trabalho, no qual discutiam as experiências vividas, construíam as personagens em diversas situações, ensaiavam e improvisavam as cenas. Uma dificuldade acrescida para as atrizes foi o sotaque. Deste processo compôs-se a última revisão do argumento. Apesar de Fátima ter uma base documental, todos os aspetos do enredo e das personagens foram estudados. Segundo o realizador, "confunde-se, como em tudo, a personagem com a persona, mas isso é sempre assim. Os atores nunca saem de si próprios, não se transformam em mais ninguém."

### Rodagem
A rodagem iniciou-se após o estágio, em 2016. Os intervenientes de Fátima filmaram uma peregrinação incompleta de cinco dias de Bragança a Fátima, saltando as partes do percurso consideradas menos significativas pelo realizador. As atrizes foram obrigadas a permanecer em personagem durante este período que foi filmado como se de um documentário se tratasse. As gravações terminaram com a chegada das atrizes a Fátima, a 12 de maio, na altura do maior pico de afluência anual ao Santuário.
Apesar de haver um guião completo, foi dada liberdade às atrizes para improvisar a partir do arco narrativo principal. Tal resultou num tumulto inevitável de diálogos cruzados, tensões e cumplicidades, gerando cenas que podem ser tão dramáticas quanto engraçadas.
Entre os membros da equipe técnica esteve Francisco Pires, habitante de Rio de Fornos, que já havia organizado 17 idas a Fátima com grupos. Assumindo funções de Diretor artístico, Pires montou os acampamentos das atrizes para a rodagem, tal e qual como os montaria na realidade.

### Montagem
Após as gravações, em junho de 2016, João Braz iniciaria o processo de montagem da produção. Tal resultaria nas diferentes versões que se seguem:
- Fátima, Corte teatral: Versão original de 153 minutos.
- Fátima, Corte estendido: Versão longa de 202 minutos.[33]
- Caminhos da alma: Minissérie composta por cinco episódios de 50 minutos.[34]

## Caminhos da alma
Caminhos da Alma é uma versão mais longa de Fátima para televisão, no formato de minissérie com cinco episódios, que estreou na RTP1 a 15 de setembro de 2017, em prime-time. Foi exibida semanalmente até 13 de outubro, data em que terminaram as comemorações do centenário das aparições de Fátima.
Esta versão contem imagens inéditas do Corte teatral, nomeadamente cenas das suas interações nos acampamentos e uma exploração das motivações das personagens para partir em peregrinação.

### Lista de episódios
| Episódios | Episódios | Transmissão Original   | Transmissão Original  | Dia da semana | Audiências                 |
| Episódios | Episódios | Estreia                | Final                 | Dia da semana | Audiências                 |
| --------- | --------- | ---------------------- | --------------------- | ------------- | -------------------------- |
|           | 5         | 15 de setembro de 2017 | 13 de outubro de 2017 | Sexta-feira   | 2,6% (rating) 5,6% (share) |

Abaixo, estão listados os episódios da minissérie Caminhos da Alma:
| Título | Argumento   | Realização  | Transmissão Original   | Rating |
| --- | ----------- | ----------- | ---------------------- | ------ |
| Episódio n.º 1 | João Canijo | João Canijo | 15 de setembro de 2017 | 3,3%   |
| Onze mulheres da aldeia de Rio de Fornos, em Vinhais, partem em peregrinação até Fátima. Esperam-nas mais de 400 km e nove dias de caminhada. O entusiasmo dos primeiros dias de marcha não impede que as dificuldades comecem a surgir, tal como os primeiros atritos dentro do grupo.                                                                       |             |             |                        |        |
| |             |             |                        |        |
| Episódio n.º 2 | João Canijo | João Canijo | 22 de setembro de 2017 | 2,4%   |
| Céu deixa-se ficar para trás. Ana Maria vai ao seu encontro para evitar que o grupo se atrase. O grupo não se entende quanto ao melhor ritmo para continuar a caminhada. Nanda pensa em desistir. O isolamento de Céu em relação ao grupo é cada vez mais evidente.                                                                                           |             |             |                        |        |
| |             |             |                        |        |
| Episódio n.º 3 | João Canijo | João Canijo | 29 de setembro de 2017 | 2,2%   |
| As dificuldades da caminhada acentuam-se com a chegada da chuva. As peregrinas enfrentam as intermináveis retas da Marialva. Ana Maria não deixa o grupo desanimar. Nanda adoece e decide ir na carrinha para não atrasar o grupo. Fátima e Céu têm discussões sucessivas.                                                                                    |             |             |                        |        |
| |             |             |                        |        |
| Episódio n.º 4 | João Canijo | João Canijo | 6 de outubro de 2017   | 3,0%   |
| Na perigosa travessia da N17, Céu e São ficam em grandes dificuldades físicas. Apesar das dores, Céu recusa a ajuda do grupo. A carrinha de apoio avaria deixando o grupo desnorteado. Céu aproxima-se de outros grupos de peregrinos. José João, um desconhecido, vem questionar os caminhos que o grupo de Vinhais segue.                                   |             |             |                        |        |
| |             |             |                        |        |
| Episódio n.º 5 | João Canijo | João Canijo | 13 de outubro de 2017  | 2,1%   |
| Apesar da desconfiança de Ana Maria, o grupo segue pelos atalhos de José João. Céu questiona sistematicamente a organização do grupo, deixando-o à beira da rutura. Ana Maria faz um ultimato a Céu, que acaba afastada do grupo por Isaura. Na reta final do caminho até Fátima, cada uma destas mulheres terá de reencontrar o seu caminho para a redenção. |             |             |                        |        |
| |             |             |                        |        |

## Temas e estilo
Em Fátima, João Canijo não procura explorar o tema da religião, mas utilizar como pano de fundo imagético uma viagem pelo interior da paisagem natural, patrimonial e mental de Portugal para se debruçar sobre a questão da auto-imposição do sofrimento e do sacrifício. Nas palavras do realizador, "o paradoxo entre a ambição de transcendência da fé e a natureza humana". Deste modo, a obra assume-se como um "foot movie", no qual o objetivo espiritual surge em segundo plano e a questão principal é se as personagens conseguirão alcançar o local sagrado como um grupo. A estrutura central do filme continua a ser a típica do cinema de Canijo, centrado num grupo pequeno, neste caso, mulheres que representam as contradições da sua comunidade.
Canijo filma a convivência feminina sem artifícios de narrativa convencional, utilizando até o limite as técnicas de realismo previamente empregues em Sangue do Meu Sangue. O filme foi desenhado para ser confundido com um documentário. Ao assumir ferramentas híbridas da não-ficção e da ficção, em Fátima, o realizador radicaliza a forma de representação da realidade do seu cinema. Conjugam-se duas estratégias complementares: por um lado, assume-se um certo discurso cultural; e, por outro, recorre-se a uma constante experimentação estética.
Na sua abordagem documental, para além da improvisação das atrizes, o realizador não quis dirigir o olhar do espetador na montagem ou na maneira de filmar. Nas cenas ao redor de uma mesa de refeição, as vozes cruzam-se e misturam-se conversas. Essa utilização do som é mais um dado que concorre para uma ideia de quotidiano e de revelação das marcas do real, abstendo-se a câmara de se imiscuir nesse retrato. O espetador volta a ter de gerir todas as “ocorrências” simultâneas das múltiplas personagens e suas conversas, em diferentes planos. Esta cacofonia sonora, elemento central da estética canijiana, remetente às vozes das alternadeiras em Noite Escura e que tivera a sua concretização máxima em Sangue do Meu Sangue. Neste sentido, Canijo descreve Fátima como um filme "matissiano", "porque o Matisse tinha uma ambição, que era em cada quadro não haver um elemento preponderante e ser o espetador a construir o seu próprio quadro. Eu tentei fazer isso e consigo nas cenas dos acampamentos bastante bem".

## Distribuição
Antes de chegar aos cinemas, o Corte estendido de Fátima foi antestreado a 23 de abril de 2017 em Vinhais, no Centro Cultural de Vinhais, numa sessão que reuniu o elenco de onze atrizes com os residentes locais que participaram no processo de estágio para o filme. Em ano do Centenário das Aparições de Fátima, a longa metragem foi distribuída comercialmente pela NOS Lusomundo, tendo estreado a 27 de abril. O Corte estendido esteve apenas em exibição no Cinema Ideal, em Lisboa.
A longa-metragem estreou-se também em França, a 12 de junho de 2019, nos cinemas da rede AlloCiné. Paris, Lyon, Estrasburgo, Toulouse e Grenoble receberam antestreias, que contaram com a presença do realizador e de Rita Blanco.
Fátima, Corte teatral foi editado em DVD e lançado no dia 12 de agosto de 2017, com o jornal Público.
A minissérie Caminhos da Alma estreou no dia 15 de setembro de 2017, sexta-feira, pelas 21h30, na RTP1, tendo sido exibida ao longo de cinco semanas.

### Festivais
- Festival Internacional de Cinema de Roterdão (Holanda, janeiro de 2018)[48]
- Festival de Cinema de Gotemburgo (Suécia, 2 de fevereiro de 2018)[56]
- Crossing Europe (Áustria, 2018)[57]
- Bildrausch: Filmfest Basel (Suíça, 1 de junho de 2018)[58]
- Festival Portuguese Cinema Days in Berlin (Alemanha, 19 de outubro de 2018)[46]

## Receção

### Audiência
De todos os filmes portugueses estreados em 2017 no país, Fátima foi o quarto mais visto nas salas de cinema, tendo totalizado 23.699 espetadores e auferido 118.348,53€. Depois do sucesso no cinema, a minissérie Caminhos da Alma foi, em média o sétimo programa mais visto da RTP a cada semana de exibição, com 2,6% de rating e 5,6% share.

### Crítica
De forma geral, Fátima recebeu críticas positivas, ainda que os críticos tenham considerado que o filme fica aquém de Sangue do Meu Sangue. João Lopes (Diário de Notícias) é um deles. Argumenta que "Fátima ilustra uma singularíssima via criativa na paisagem do atual cinema português", acrescentando ainda que "a conjuntura religiosa em que ocorre o lançamento do filme apenas reforça a importância dos seus temas". Eurico de Barros (Time out) elogia o método de trabalho e encenação de Canijo pelo modo como deteta e mostra os efeitos físicos, emocionais e psicológicos que este tipo de peregrinação tem nos crentes e não-crentes: "E fá-lo como se uma peregrinação verdadeira e a peregrinação recriada fossem gémeas siamesas". Também elogioso do método de trabalho de Canijo, Vasco Câmara (Ípsilon) escreve "Fátima despoja-se para poder contemplar, e permitir que contemplemos, a intimidade da sua construção, espreita os segredos de um processo de trabalho, e de uma aliança, não para nos explicar nada, mas para que vislumbremos a sua complexidade".
Um dos aspetos mais comentados do filme foi a qualidade das interpretações do elenco. Rui Pedro Tendinha (Diário de Notícias) destaca "Anabela Moreira talvez melhor do que nunca, uma Márcia Breia a aferroar a perfeição e uma Rita Blanco a mostrar que é a maior atriz de composição deste país". Também Vítor Pinto (Cineuropa) escreve elogios à interpretação da protagonista: "Simultaneamente autoritária e cómica, Blanco destaca-se mais uma vez como uma das atrizes mais talentosas de Portugal."

### Premiações
Pelo seu desempenho em Fátima, Rita Blanco foi multipremiada. A longa-metragem foi também considerada o Filme Português do Ano pela revista Time Out e um dos melhores filmes de 2017 pela Revista Sábado.
| Ano  | Premiação                             | Categoria                             | Trabalho                                        | Resultado | Ref.   |
| ---- | ------------------------------------- | ------------------------------------- | ----------------------------------------------- | --------- | ------ |
| 2018 | Prémio Autores                        | Melhor atriz                          | Rita Blanco                                     | Venceu    | [ 64 ] |
| 2018 | Prémio Autores                        | Melhor atriz                          | Anabela Moreira                                 | Indicado  | [ 64 ] |
| 2018 | Prémio Autores                        | Melhor programa de ficção             | Caminhos da alma, João Canijo                   | Indicado  | [ 64 ] |
| 2018 | Globos de ouro, SIC                   | Melhor filme                          | Fátima, Pedro Borges                            | Indicado  | [ 65 ] |
| 2018 | Globos de ouro, SIC                   | Melhor atriz                          | Rita Blanco                                     | Venceu    | [ 65 ] |
| 2018 | Globos de ouro, SIC                   | Melhor atriz                          | Anabela Moreira                                 | Indicado  | [ 65 ] |
| 2018 | Prémios Sophia da Academia Portuguesa | Melhor filme                          | Fátima, Pedro Borges                            | Indicado  | [ 66 ] |
| 2018 | Prémios Sophia da Academia Portuguesa | Melhor realizador                     | João Canijo                                     | Indicado  | [ 66 ] |
| 2018 | Prémios Sophia da Academia Portuguesa | Melhor argumento original             | João Canijo                                     | Indicado  | [ 66 ] |
| 2018 | Prémios Sophia da Academia Portuguesa | Melhor atriz                          | Rita Blanco                                     | Venceu    | [ 66 ] |
| 2018 | Prémios Sophia da Academia Portuguesa | Melhor atriz                          | Anabela Moreira                                 | Indicado  | [ 66 ] |
| 2018 | Prémios Sophia da Academia Portuguesa | Melhor som                            | Elsa Ferreira, Olivier Hespel e Gérard Rousseau | Indicado  | [ 66 ] |
| 2018 | Prémios Aquila                        | Prémio do jurí para melhor realizador | João Canijo                                     | Indicado  |        |
| 2018 | Fundação Screen Actors GDA            | Performance num papel secundário      | Vera Barreto                                    | Venceu    |        |